# Conte Biancamano (transatlantico)
Conte Biancamano era una nave di linea italiana varata nel 1925. Considerata la prima vera "città galleggiante" italiana, fu l'ultimo transatlantico italiano costruito all'estero. Il nome venne scelto in onore di Umberto I Biancamano, capostipite dei Savoia.
Fu costruita nei cantieri scozzesi William Beardmore & Co a Dalmuir nei pressi di Glasgow su incarico della compagnia di navigazione di linea genovese Lloyd Sabaudo. Dagli stessi cantieri erano già uscite le navi Conte Rosso e Conte Verde e sarebbe uscita a breve anche la Conte Grande. La nave aveva lo scafo che presentava una prua dritta, mentre l'apparato motore, dotato di due turbine a vapore a doppio riduttore e di due eliche, permetteva di raggiungere la velocità di 20 nodi e sfogava in due fumaioli. Ospitava 180 passeggeri di prima classe, 220 di classe superiore, 200 di seconda classe, 390 di classe economica e 660 di terza classe.
Requisita dalla US Navy all'inizio della seconda guerra mondiale, fu utilizzata come nave da trasporto truppe col nome di Hermitage. Dopo il conflitto venne completamente riammodernata, tornando a navigare col nome originario. Una vasta sezione della nave è conservata al Museo nazionale della scienza e della tecnologia Leonardo da Vinci di Milano, costituendo l'unica parte sopravvissuta di un transatlantico italiano.

## Storia

### Allestimento

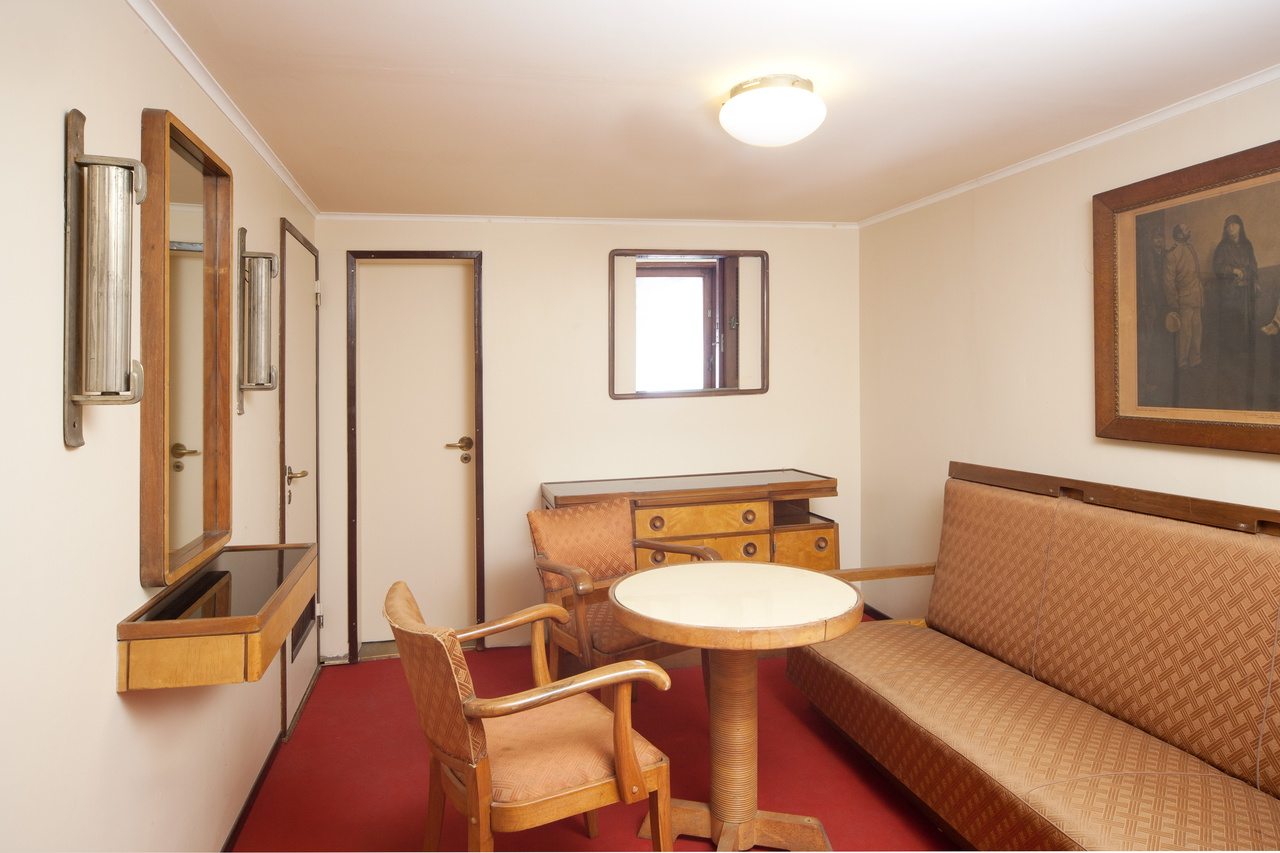
Allestimento di una cabina di prima classe del transatlantico, al Museo nazionale della scienza e della tecnologia Leonardo da Vinci di Milano.

Ammiraglia della flotta, la Biancamano fu dotata di ogni comfort e lussuosamente allestita. Arredata con sfarzo e provvista di tutte le comodità più innovative per l'epoca, era destinata principalmente ad una clientela di lusso. Lo studio e la progettazione degli interni furono affidati a uno dei più celebri e apprezzati architetti italiani dell'epoca, Adolfo Coppedè.
Allo scoppio della seconda guerra mondiale, con la trasformazione in nave per trasporto truppe, questi preziosi arredi furono completamente smantellati e distrutti presso i cantieri di Filadelfia.
Quando nel 1947 il Biancamano fu riallestito come nave passeggeri nei cantieri di Monfalcone, vennero chiamati a collaborare alcuni dei più noti ed importanti artisti, architetti e decoratori dell'epoca. Le sale principali furono assegnate a dieci progettisti diversi, tra cui i pittori Massimo Campigli e Mario Sironi, lo scultore Marcello Mascherini e lo smaltatore Paolo De Poli. Lo stesso Gio Ponti, incaricato degli arredi, scrisse: "Il Conte Biancamano, attraverso la sfilata delle sue sale è l'espressione di diversi temperamenti: ciò da varietà alla nave". L'eccezionalità di queste collaborazioni e il loro straordinario risultato contribuì a rendere il Biancamano unico nel suo genere.

### Primi anni di servizio

Il Conte Biancamano prima del secondo conflitto mondiale

Varata il 23 aprile 1925, effettuò il viaggio inaugurale il 20 novembre 1925 sulla prestigiosa linea Genova - New York, essendo previsto che navigasse sulle rotte dirette alla parte settentrionale del continente americano.
L'ultimo viaggio per il Lloyd Sabaudo avvenne con partenza da Genova per New York il 25 novembre 1932.
Nel 1932 il Lloyd Sabaudo, insieme ad altre società di navigazione, venne accorpato nella "Italia Navigazione" apportandovi le sue navi, compreso il Conte Biancamano e la nave venne destinata alle rotte dirette verso il Sud America, dopo che con la nuova società aveva effettuato la stessa linea per altri sei viaggi, l'ultimo dei quali iniziato il 1º luglio 1932.
Nel 1934 fu impiegata per scopi bellici, trasportando, per conto del Ministero della Marina, truppe e attrezzature belliche in preparazione della guerra d'Etiopia.
Nel 1936 venne noleggiato dalla società Lloyd Triestino, una delle società del gruppo, che la impiegò sulle rotte dirette in Medio Oriente.
Il 21 gennaio 1940 il Conte Biancamano fu tra le navi che corsero in aiuto del transatlantico Orazio, in fiamme al largo di Tolone, salvando 316 naufraghi.
Nel 1940 ritornò alla Società Italia di Navigazione e venne impiegato per un viaggio Genova - Napoli - Panama - Valparaíso - Panama proprio per sostituire la motonave Orazio, ma già l'anno successivo tornò a far viaggiare passeggeri prima verso il Sud America e poi verso l'estremo Oriente, sulla rotta Genova-Shanghai via Suez.

### USSHermitage(AP-54)

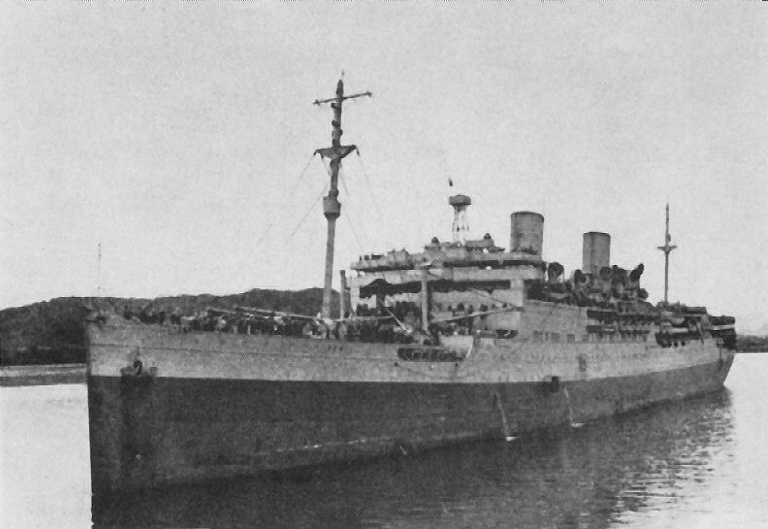
USS Hermitage (AP-54)

All'entrata in guerra dell'Italia venne posto sotto sequestro e internato nel porto panamense di Cristobal, dove era ormeggiato. Nel dicembre 1941, con l'entrata degli Stati Uniti nel secondo conflitto mondiale, trovandosi in acque americane venne dichiarato bottino di guerra dagli Stati Uniti, trasformato in nave per trasporto truppe e incorporato nella US Navy come USS Hermitage (AP-54) nel 1942. I lavori di riconversione vennero effettuati nei cantieri di Filadelfia e al termine la nave poteva alloggiare fino a settemila uomini. La nave venne armata con un cannone da 127/38mm e 6 cannoni da 76/50mm antinave e antiaerei.
Gli alleati iniziarono l'8 novembre l'invasione del Nord Africa denominandola Operazione Torch e l'Hermitage vi prese parte partendo da New York il 2 novembre con 5600 tra equipaggio e truppe trasportate che vennero sbarcate a Casablanca tra il 10 e il 25 novembre. Successivamente l'11 dicembre rientrò negli Stati Uniti per essere destinato agli scenari del Pacifico dove venne utilizzato durante il 1943.
Successivamente allo Sbarco in Normandia effettuò vari viaggi tra l'Europa e gli Stati Uniti per trasporto truppe e rimpatrio di feriti e prigionieri, il primo dei quali il 16 giugno 1944. Si trovava a Le Havre l'8 maggio 1945, giorno della resa della Germania. Dopo la fine delle ostilità venne impiegato per il rimpatrio di migliaia di veterani di guerra americani, prima dall'Europa e poi dal Pacifico. Venne ritirato dal servizio il 20 agosto 1946. Durante il servizio con la US Navy percorse oltre 230.000 miglia trasportando 129.695 soldati di varia nazionalità.

### Ritorno all'Italia

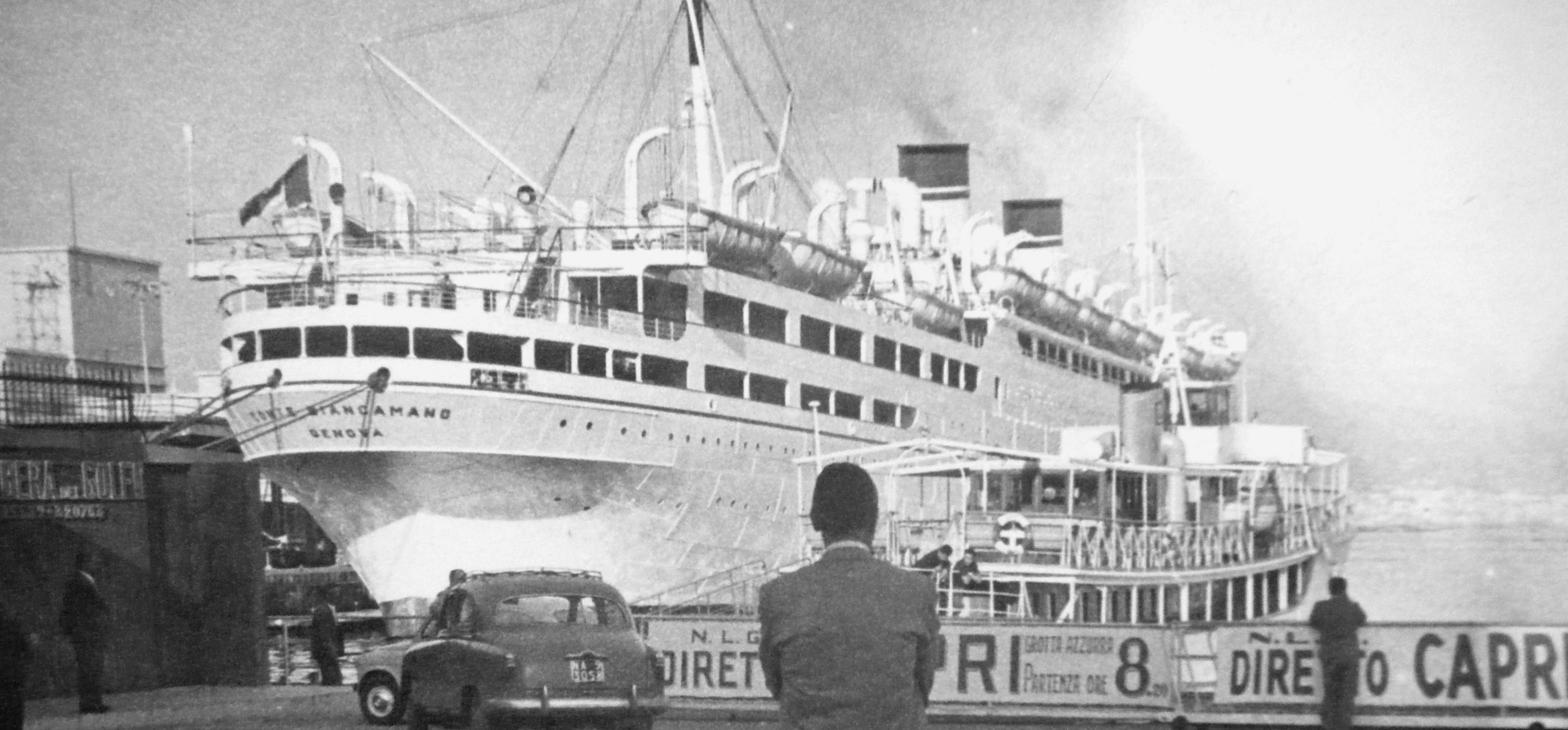
Il Conte Biancamano fotografato a Napoli durante il suo ultimo viaggio, nel 1960

Poiché catturata prima dell'armistizio tra l'Italia e gli alleati, la nave era legalmente di proprietà del governo statunitense. Dopo la guerra, quindi, insieme al gemello Conte Grande che aveva subito la stessa sorte, il transatlantico venne restituito all'Italia tramite una trattativa confidenziale tra De Gasperi e Truman. L'accordo prevedeva che gli Stati Uniti mantenessero formalmente la proprietà delle due unità per un decennio, mentre l'Italia le avrebbe riacquisite attraverso un contratto di noleggio a riscatto, con un canone simbolico di un dollaro all'anno.
La nave, dopo brevi prove di macchina, il 1º agosto 1947 salpò da San Francisco diretto a Genova. Durante il viaggio, il 18 agosto, si svolse il passaggio ufficiale di bandiera e la nave riassunse il nome originario Conte Biancamano. 
Dopo essere rimasta in disarmo a Messina per circa sette mesi, il 28 marzo 1948 giunse ai Cantieri di Monfalcone, dove venne sottoposta ad importanti lavori di ammodernamento. Le modifiche strutturali videro il rifacimento della prua, che da dritta divenne slanciata, e un aumento della lunghezza. Altre modifiche riguardarono gli alloggiamenti, che vennero portati a 252 posti di prima classe, 455 in classe cabina e 893 in classe turistica. Venne anche dotata di fumaioli aerodinamici e di una livrea bianca.
Con il suo nome originario e completamente riallestita, fu la prima unità della rinnovata flotta mercantile italiana. Al riallestimento collaborarono pittori come Massimo Campigli, Mario Sironi, Roberto Crippa, Edina Altara, Alice Psacaropulo, all'arredo e alla decorazione parteciparono Gustavo Pulitzer, Paolo De Poli e Giò Ponti mentre le sculture erano opera di Marcello Mascherini. Tra le sculture, si segnala quella dell'ampio soffitto che ornava il salone delle feste, raffigurante il mito di Giasone e del vello d'oro.
Il 14 luglio 1949 riprese la navigazione sulla linea Genova - Buenos Aires, che continuò sino al 21 marzo 1950 quando venne trasferito sulla linea Genova - Napoli - Cannes - New York, sulla stessa rotta nella quale dieci anni dopo effettuerà il suo ultimo viaggio.
Nel 1957 il Conte Biancamano portò da Buenos Aires a Genova la salma di una certa Maria Maggi, vedova de Magistris; si trattava della salma imbalsamata di Evita Perón, moglie dell'ex presidente argentino Juan Domingo Perón, destinata ad essere provvisoriamente sepolta al Cimitero Maggiore di Milano. Il corpo di Evita, dopo rocambolesche vicissitudini, era stato allontanato dall'Argentina dal nuovo governo, per evitarne il culto.
Nel 1956 navigava sulla tratta Genova-Caracas (Venezuela).
Il 26 marzo 1960 iniziò il suo ultimo viaggio: Genova - Napoli - Barcellona - Lisbona - Halifax - New York e al suo ritorno, dopo 364 traversate di linea, nel corso delle quali aveva trasportato 353 836 passeggeri, venne posto in disarmo, radiato e avviato alla demolizione, che avvenne alla Spezia l'anno seguente.

## Musealizzazione

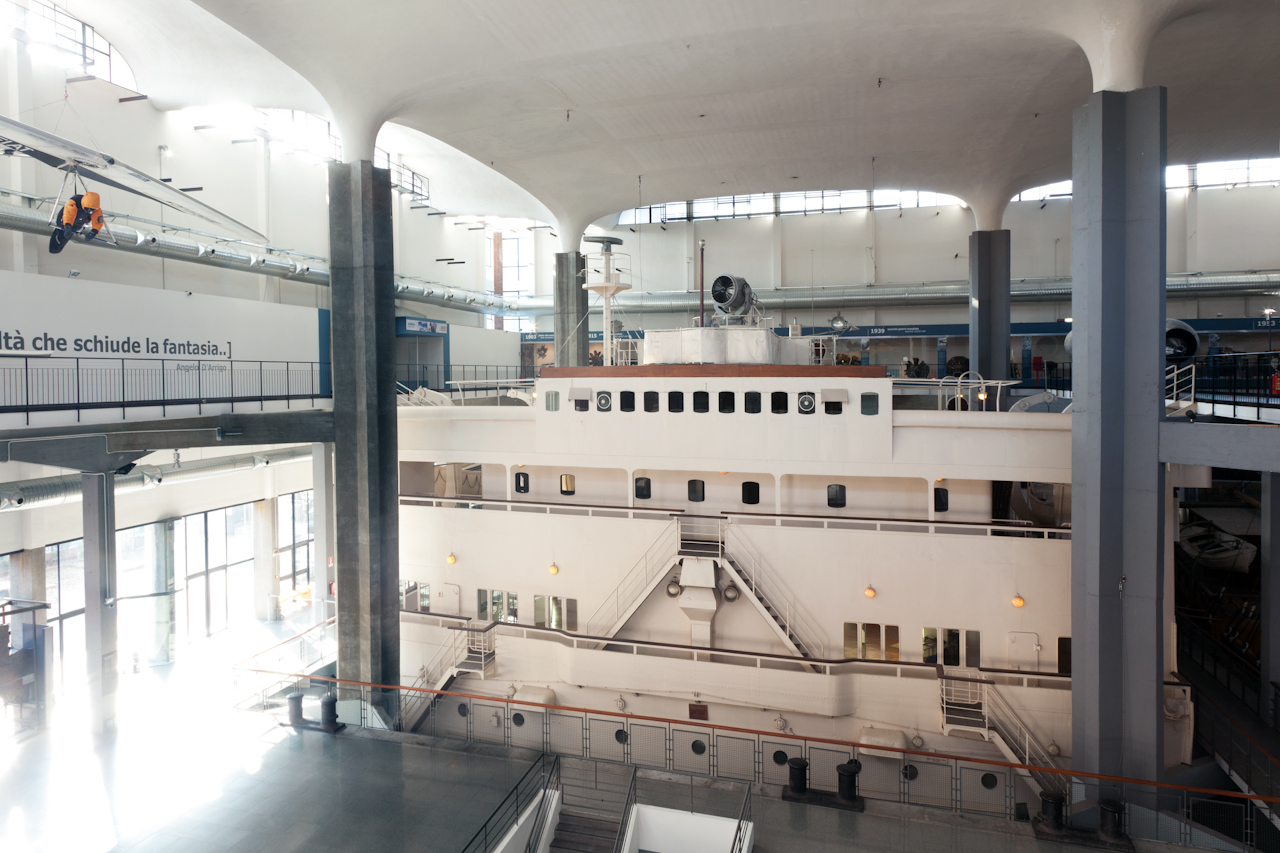
Il ponte di comando del transatlantico, esposto nel padiglione aeronavale del Museo nazionale della scienza e della tecnologia Leonardo da Vinci di Milano.

Tra il 1960 e il 1961, durante i lavori di demolizione, il ponte di comando, alcune cabine di prima classe e l'ampio salone delle feste vennero smontati e trasportati in più blocchi da La Spezia a Milano per essere rimontati all'interno di un padiglione apposito, completato nel 1964, presso il Museo nazionale della scienza e della tecnologia Leonardo da Vinci di Milano. Il padiglione aeronavale del museo fu appositamente progettato e costruito per accogliere il transatlantico e la nave scuola Ebe. Grazie alla musealizzazione, il Biancamano è l'unico transatlantico italiano sopravvissuto.
La sezione conservata al museo è composta da 5 livelli, partendo dall'alto:
1. Tetto della tuga di pilotaggio: presenta diverse attrezzature tra cui un grande faro di segnalazione, alcune casse con bandiere di segnalazione, diverse antenne per radio, radiogoniometro e radar.
2. Ponte del sole: oltre alle due ali laterali scoperte, sono conservate la sala di pilotaggio, la sala nautica, sale RT e RTF e girobussola.
3. Ponte delle lance: sono visibili sui due fianchi le due lance di salvataggio e vengono conservate alcune cabine con arredi destinati a passeggeri di prima classe.
4. Ponte della passeggiata: sala da ballo di prima classe con decorazione del Mascherini.

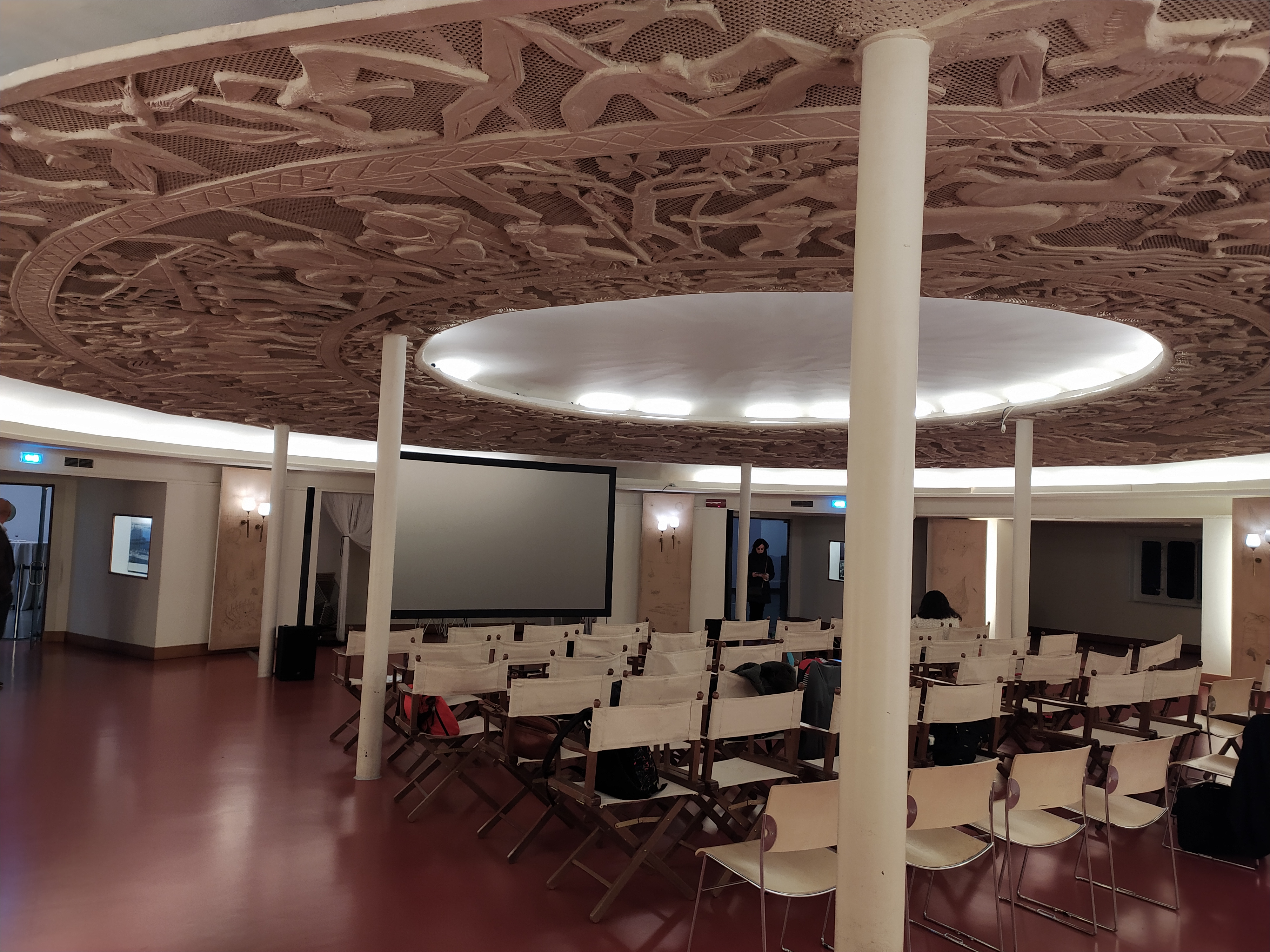
Sala da ballo della nave conservata al Museo della scienza e della tecnologia di Milano

5. Sala da ballo della nave conservata al Museo della scienza e della tecnologia di MilanoPonte dei saloni: sono presenti le strutture perimetrali.[1]

Altre parti, tra cui l'ancora, vennero rimontate, sempre a Milano, presso la sala da ballo "Conte Biancamano", noto anche come "il Transatlantico", all'Idroscalo.

## Navi gemelle
- Conte Grande